# Pintér Béla (politikus)
Pintér Béla (Udvard, Komárom vármegye, 1892. június 5. – ?) felvidéki magyar gazdálkodó, nemzetiségi politikus, országgyűlési képviselő.

## Élete
1892-ben született a Komárom vármegyei Udvardon, római katolikus vallású, ősi gazdálkodó családban, Pintér János és Pálinkás Katalin fiaként. Hat elemi iskolai osztályt végzett.
1913. szeptember 30-án Udvaron feleségül vette Kovács Máriát.
1914-ben bevonult katonának a 6. vártüzér ezredhez és csaknem négy teljes évet töltött az első világháború különböző harcterein. Megfordult szerb és olasz hadszíntereken, kétszer is részt vett a szerb front áttörésénél és összesen kilenc olasz offenzívának volt részese; a háború végén szakaszvezetőként szerelt le. Katonai érdemeiért elnyerte a kisezüst és a bronz vitézségi érmet, illetve a Károly-csapatkeresztet.
1922-ben részt vett a felvidéki kisgazdapárt megalakításában és Udvardon egyik vezetője is lett a párt ottani szervezetének. 1926-ban a Magyar Nemzeti Párt megszervezésének is részese volt Losoncon; utóbbi pártban szintén vezetőségi tagnak és kerületi alelnöknek, később országos alelnöknek választották meg.
Mivel állandóan szerepelt a felvidéki magyarság küzdelmeiben, ráadásul erősen jobboldali magatartást tanúsított, a csehszlovák hatóságok úgyszólván folyamatos felügyelet alatt tartották, több ízben bírósági eljárásokat indítottak ellene. Feloszlatták az általa szervezett, a magyarországi leventemozgalomhoz hasonlóan felépülő ifjúsági szervezetet, majd a szintén általa életre hívott gyümölcsészeti egyesületet is. Amikor a paprikatermelők számára kívánt szövetkezeti alapon paprikamalmot építeni, azt ugyancsak nem hagyták jóvá.
A zaklatásokat megelégelve végül rohamosztagot alakított a cseh állam ellen. 1928. október 28-án – a csehszlovák függetlenség tizedik évfordulójának nemzeti ünnepén – tiltakozott Masaryk és Beneš üdvözlése ellen, az állami ünnepet megtagadta és Magyar Nagypénteknek nevezte, amiért Komáromban tíz nap elzárást kapott.
Következő hasonló, nagyobb akciója 1933. június 15-én volt, amikor 1200 emberrel vonult fel és tüntetett a revíziót támogatva, Horthy Miklóst és Magyarországot éltetve, illetve a cseheket abcúgolva, Érsekújvár utcáin. Ekkor újra letartóztatták, majd 19 napi vizsgálati fogság után hatheti börtönbüntetésre ítélték. Egy másik érsekújvári beszédéért, melyben a magyarságnak követelt igazságot, 14 napi fogságra ítélték.
Miután Felvidék magyar többségű területei az első bécsi döntéssel, 1938-ban visszakerültek Magyarországhoz, Nyítra és Pozsony vármegyék törvényhatósági bizottságának lett a tagja, valamint a Kisalföldi Mezőgazdasági Kamara alelnöke és gazdasági egyesületi alelnök. 1939 márciusában a kormányzó a felvidéki magyarság érdekében kifejtett munkájáért a Magyar Arany Érdemkereszttel tüntette ki. Az 1939-ben felállt országgyűlésben pedig meghívott felvidéki képviselőként kapott képviselőházi mandátumot.